# Massimo Schena
Massimo Schena (* 2. Juni 1988 in Gelsenkirchen) ist ein deutscher Rapper, der durch die österreichische Castingshow Helden von morgen bekannt wurde.

## Leben
Massimo Schena kam eigenen Angaben zufolge schon in jungen Jahren mit Drogen in Kontakt und konsumierte bereits im Alter von 12 Jahren einen Joint. Als Jugendlicher überlebte er nur knapp eine Drogeneinnahme. Um sich aus diesem Umfeld zu lösen, zog er 2007 zu seiner Mutter nach Österreich, wo er heute in Wien lebt.
Hier nahm er 2010 am Casting zur ORF-Show Helden von morgen teil. Sein Stil als deutschsprachiger Rapper ist es, wie er es in einer Show ausdrückte, in seinen Liedern den Zuhörern eine Message rüberzubringen, und auch von ernsten Themen des Alltags zu singen. In seinem selbst komponierten Song Lasst mich bloß nicht ins Fernsehen fordert er die Zuhörer auf, die Welt zu verändern. Mit dem Lied gelang ihm der Einstieg in die Ö3 Austria Top 40. Bei Helden von Morgen erreichte er den vierten Platz.
Er unterstützte die Mission Wien mit seinem selbst dafür komponierten Lied Mehr Perspektiven.